# Gmina Slangerup
Gmina Slangerup (duń. Slangerup Kommune) była w latach 1970-2006 (włącznie) jedną z gmin w Danii w okręgu Frederiksborg Amt. 
Siedzibą władz gminy było miasto Slangerup. 
Gmina Slangerup została utworzona 1 kwietnia 1970 na mocy reformy podziału administracyjnego Danii. Po kolejnej reformie w 2007 r. częściowo weszła w skład gminy Frederikssund, a częściowo w skład gminy Hillerød.

## Dane liczbowe
- Liczba ludności: (♀ 4619 + ♂ 4618) = 9237
  - wiek 0-6: 10,6%
  - wiek 7-16: 15,0%
  - wiek 17-66: 65,0%
  - wiek 67+: 9,4%
- zagęszczenie ludności: 205,3 osób/km² (2004)
- bezrobocie: 2,3% osób w wieku 17-66 lat
- cudzoziemcy z UE, Skandynawii i USA: 100 na 10 000 osób
- cudzoziemcy z krajów Trzeciego Świata: 205 na 10 000 osób
- liczba szkół podstawowych: 4 (liczba klas: 58)